# Roger Shah
Roger Shah, nemški trance producent  in DJ, * 29. november, 1972, Esslingen am Neckar, Nemčija.
Živi v mestu Köngen, Nemčija. Poznan je predvsem pod umetniškima imenoma DJ Shah in Sunlounger. Od leta 2008 vodi radijsko oddajo Magic Island na DI.fm.

## Diskografija

### DJ Shah

#### Album
- 2008 Songbook

#### Singli
- 1999 Claps
- 1999 Commandments
- 2000 Riddim
- 2001 Tides Of Time
- 2002 High
- 2003 Sunday Morning
- 2004 Sunset Road
- 2006 Beautiful
- 2007 Palmarosa
- 2007 Who Will Find Me
- 2008 Going Wrong
- 2008 Don't Wake Me Up

### Sunlounger

#### Albuma
- 2007 Another Day On The Terrace
- 2008 Sunny Tales

#### Singli
- 2006 White Sand
- 2007 Aguas Blancas
- 2007 In & Out
- 2008 Crawling
- 2008 Catwalk / Mediterranean Flower
- 2008 Lost